# أسطورة
الأسطورة (بالإنجليزية: Myth)‏ هي شكل من أشكال الأدب الرفيع، وهي قصة تقليدية ثابتة نسبيَّا مُصاغة في قالب شعري يساعد على ترتيلها وتداولها شفاهة بين الأجيال، وهي مقدسة، ولا تُشير إلى زمنٍ مُحددٍ بل إلى حقيقة أزليَّة، من خلال حدث جرى، وهي ذات موضوعات شمولية كبرى، مثل: الخلق، والتكوين، وأصول الأشياء، والموت، والعالم الآخر؛ ومحورها الآلهة وأنصاف الآلهة، وللإنسان فيها دور مكمل لا رئيسي. وهي، بعد ذلك، لا مُؤلف لها بل هي نتاج خيالٍ جمعيّ أي هي ظاهرة جمعية تعبر عن تأملات الجماعة وحكمتها وخلاصة ثقافتها. وقد آمن الإنسان القديم بكل العوالم التي نقلتها له الأسطورة، مثل: عالم الشياطين والآلهة، وكان الكفر بمضامينها يعد كفرًا بكل القيم التي تشد الفرد إلى جماعته الثقافية. وترتبط الأسطورة، أيضًا، بنظامٍ ديني معين وتتشابك مع معتقداته وطقوسه المُؤسسة له، وإذا ما انهار النظام الديني الذي ترتبط به فإنها تفقد كل مقوماتها كأسطورة، وتتحول إلى حكاية دنيوية وتنتمي إلى نوع آخر من الأنواع الأدبية الشبيهة بالأسطورة، مثل: الحكاية الخرافية، والقصة البطولية، والحكاية الشعبية.

ومن جهة أخرى، تُعتبر الأسطورة على أنَّها نوع من الفولكلور يتكون من قصص تلعب دورًا جوهريَّا في المجتمع، مثل: حكايات التكوين أو أساطير البِدء. فهي بالإضافة إلى شخصياتها الرئيسية، الآلهة وأنصاف الآلهة، تتضمن شخصيات ماورائية أو خارقة أيضًا. وهُناك مَن يُضمِّن البشر أو الحيوانات أو كليهما معًا في الأسطورة عندما يتعرضون لتصنيف الأسطورة. على أنَّه عادة ما تُضمَّن حكايات البشر العاديين، الذين غالبًا ما يكونون قادة من نوع ما، في السيرة البطولية أو الليجندة (بالإنجليزية: legends)‏ بدلًا من الأساطير (بالإنجليزية: myths)‏. ولذلك، تُميَّزُ الأساطير عن السير البطولية في أنَّها تتعامل مع الآلهة، وجرت العادة ألَّا يكون لها منطلق تاريخي، وزمنها هو اللازمن أو الماضي الخيالي الذي يختلف عمَّا نألفه في الحاضر.

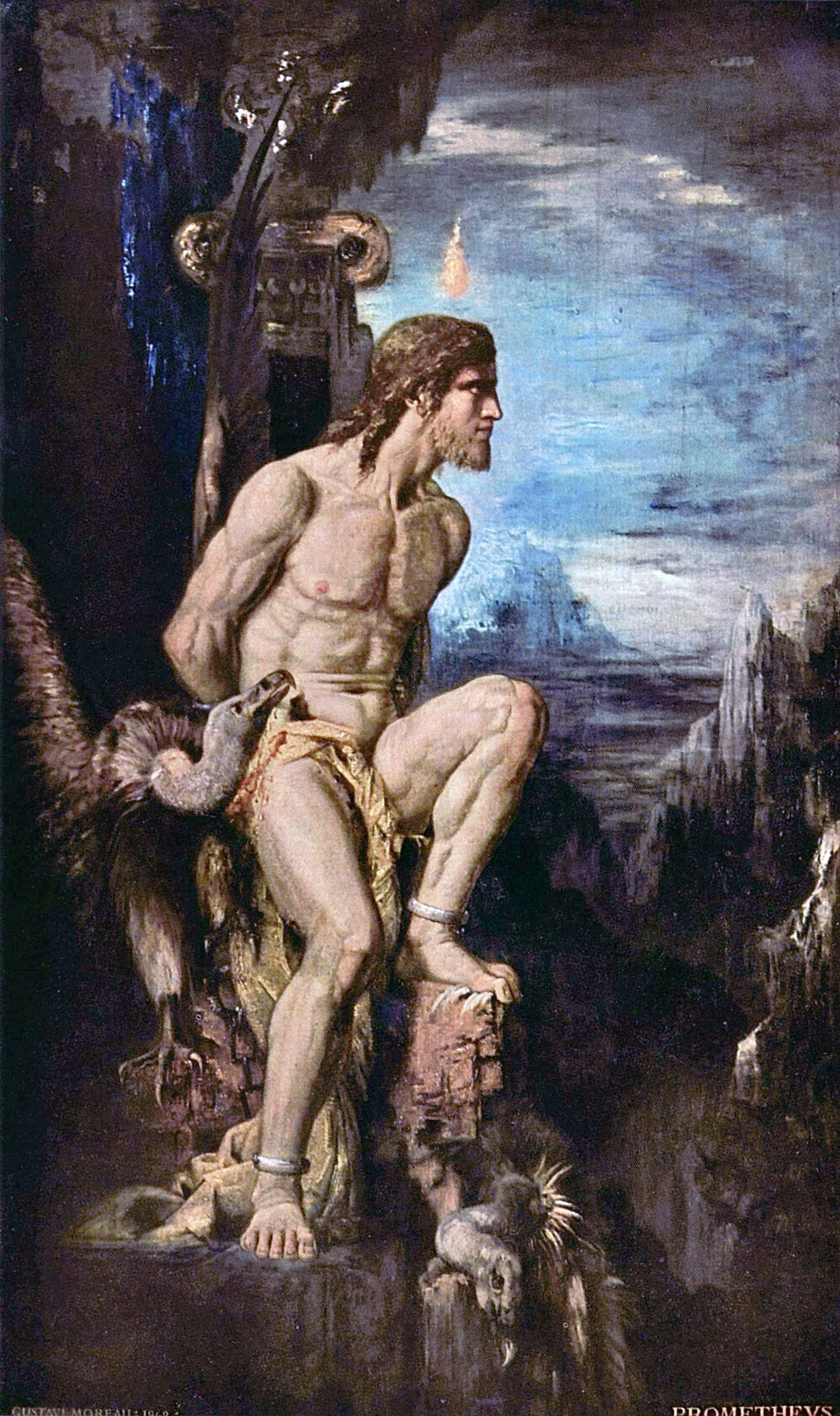
لوحة «بروميثيوس يتلقى عقاب الإله زيوس» (1868) للرسام الفرنسي غوستاف مورو.
جاء عقابه نتيجة لقيامه بإعطاء النار للبشريَّة.

تحظى الأساطير، غالبًا، بتأييد الحُكام والكهنة أو الكاهنات وترتبط ارتباطًا وثيقًا بالدين أو الروحانية. وتعمد العديد من المجتمعات إلى جمع أساطيرها وحكاياتها البطولية أو الخرافية وتاريخها معًا، معتبرين أنَّ هذه الأساطير والحكايات البطولية هي توثيقات وروايات حقيقة لماضيهم السحيق. وخُصوصًا، أساطير الخلق التي تتخذ من الزمن البدائي مسرحًا لحدوثها حيث لم يكن العالم قد اتخذ شكله اللاحق بعد. بينما تُفسر أساطير أخرى كيف أُنشئت وقُدِّست عادات المجتمع ومؤسساته ومحرماته.
يُشير مصطلح ميثولوجيا، والذي تُرجم إلى «علم الأساطير أو علم دراسة الأساطير»، إلى فرع من فروع المعرفة يُعنى بدراسة الأساطير وتفسيرها. أما المعنى الثاني، فهو يشير إلى مجموعة من القصص التقليدية أو المقدسة أو التي تتحدث عن الآلهة، وهي في جميع الأحوال لا تسيء إلى الآلهة أو الدين؛ لأن كلمة أساطير ذكرت في الكتاب المقدس أي القرآن، وتعبر عن القصص القديمة للأولين، وهذا مبرر للكتب المسيحية التي أطلقت كلمة أساطير؛ لأنها بهذا لا تسيء للدين المسيحي. ربَّما درس القدماء الأساطير، ولكنَّ علم الأساطير لم يتأسس بالمعنى العلمي الدقيق إلَّا في القرن التاسع عشر، مثل بقية العلوم الإنسانية. وهناك أربعة مدارس ذات مناهج علمية دقيقة تدرس الأسطورة، وهي: المدرسة اللغوية، والمدرسة الأنثروبولوجية، والمدرسة الوظيفية، والمدرسة النفسية. أمَّا الدراسات التي تختص بمقارنة الأساطير من ثقافات مختلفة في محاولة لتحديد الثيمات والخصائص المشتركة فيعرف بعلم الأساطير المقارنة أو الميثولوجيا المقارنة.
نظرًا لاستخدام مصطلح الأسطورة على نطاق واسع ليُشير إلى أنَّ القصة ليست صحيحة بشكل موضوعي، فإن تحديد سرد ما باعتباره أسطورة يمكن أن يكون سببا في إثارة جدل كبير، حيث يرى العديد من أتباع الديانات أن قصصهم الدينية صحيحة، وبالتالي يعترضون على وصف تلك القصص بأنَّها أساطير، لكنهم يرون أنَّ قصص الديانات الأخرى ما هي إلاَّ أسطورة. وعلى هذا النحو، يصف بعض العلماء جميع الروايات الدينية بأنها أساطير لأسباب عملية، وذلك تجنبًا للتقليل من قيمة أي تقليد ولأن الثقافات تنظر لبعضها البعض بصورة مختلفة. ويتجنب علماء آخرون استخدام مصطلح «الأسطورة» تمامًا وبدلاً من ذلك يستخدمون مصطلحات مختلفة مثل «التاريخ المقدس» أو «القصة المقدسة» أو ببساطة «التاريخ»؛ لتجنب وضع إيحاءات ازدراء على أي سرد مقدس.

## التأثيل

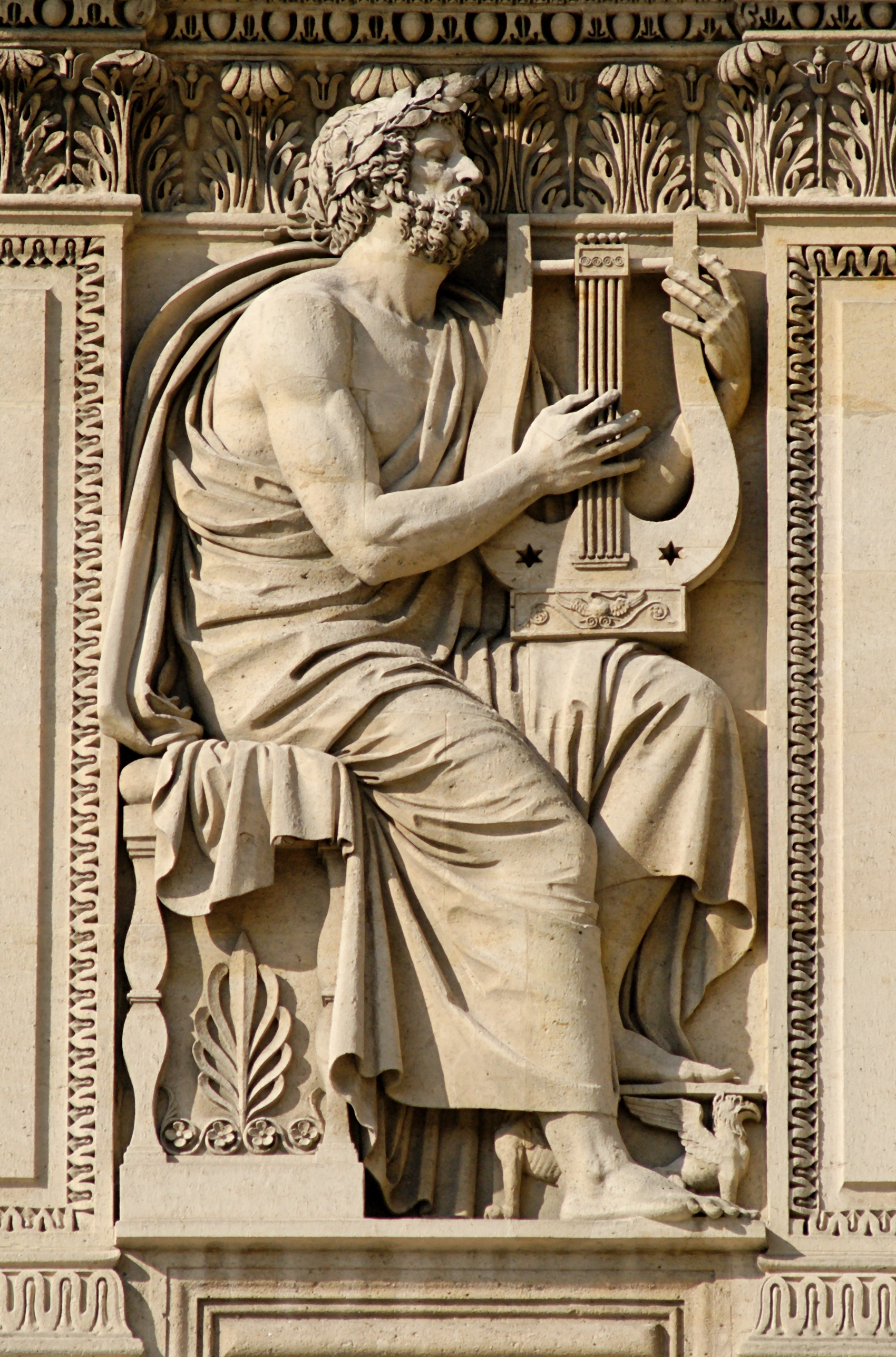
إفريز حجري في متحف اللوفر يصور هوميروس يعزف على قيثارته كما في التصور الكلاسيكي عنه، نحته أنتوان-ديني تشوديه.

### التأثيل الغربي
كانت الكلمة اليونانية الدالة على «الأسطورة»، في التراث اليوناني القديم، هي كلمة (باليونانية: μῦθος)‏ تُنطق «ميثوس»، لكن هذه الكلمة مرت بتطورات - من حيث دلالاتها - حتى وصلت إلى معنى «الأسطورة». فهي في الشعر الملحمي المبكر عند هوميروس تعني ببساطة «القول» و«الحديث» و«التصريح»، كما يتضح من عدة مواضع وسياقات في «الإلياذة» وردت فيها هذه الكلمة في صيغة الفعل «ميثيستا» (باليونانية: μυθεĩσθαĮ)‏، وفي صيغة الاسم الجمع «ميثي» (باليونانية: μυθοι)‏. كان التراث الأدبي اليوناني المبكر مكتوبًا بالشعر، ولكن بدأ استعمال النثر في الكتابة الأدبية منذ حوالي منتصف القرن السادس ق.م. وأصبحت الكلمة المعبرة عن القول المنثور في اليونانية هي «لوغوس» (باليونانية: λογοζ)‏ المأخوذة من الفعل (باليونانية: λεγειν)‏ بمعنى «يقول»، وهي مصطلحات صارت مستخدمة للتعبير الشفهي (الحديث)، وفي كل أشكال الكتابة النثرية.
وصارت كلمة «ميثوس»، فيما بعد، تعني «خرافة» (بالإنجليزية: fable)‏ أو «ليجندة» (بالإنجليزية: legend)‏. وأصبحت تستخدم بمعنى قصة ذات أصل منسي أو غامض، نشأت دينيا أو نشأت نشأة فائقة، تحاول تفسير أو عقلنة مظهر أو أكثر من مظاهر العالم أو المجتمع. وفي هذا السياق كان الناس في كل المجتمعات يعتقدون أن الأساطير التي يستخدمونها كانت حقيقية في مرحلة من المراحل، وعلى هذا فإن استخدامنا هنا الأسطورة متميز من كل استخدام في الحديث اليومي حيث تعني القصة غير الواقعية أو الخيالية. كما تختلف عن المجاز (بالإنجليزية: allegory)‏ أو الأمثولة (بالإنجليزية: parable)‏ التي توضع لتوضيح ناحية أخلاقية، ليس لها أي حقيقة. بعض الأساطير تصف حدثا تاريخيَّا واقعيَّا، ولكن يعاد تشكيلها وتزخرف على أيدي الرواة مع الزمن بحيث يستحيل سرد ما حدث فعلا. فللأساطير طبيعة ليجندية وتاريخية.
وهناك مَن رأى أنَّ كلمة «ميثوس ومِث»، أي الشيء المنطوق، لهما علاقة مع كلمة «ماوث» (بالإنجليزية: Mouth)‏ من حيث أنَّ معاني هذه الكلمات مرتبطة بالفم، الأمر الذي يفسر ذهاب رولان بارت لتعريف الأسطورة بأنَّها «كلمة».

### التأثيل العربي
يقولُ ابن فارس في مُعجم مقاييس اللُغة: «(سَطَرَ) السِّينُ وَالطَّاءُ وَالرَّاءُ أَصْلٌ مُطَّرِدٌ يَدُلُّ عَلَى اصْطِفَافِ الشَّيْءِ، كَالْكِتَابِ وَالشَّجَرِ، وَكُلِّ شَيْءٍ اصْطَفَّ. فَأَمَّا الْأَسَاطِيرُ فَكَأَنَّهَا أَشْيَاءُ كُتِبَتْ مِنَ الْبَاطِلِ فَصَارَ ذَلِكَ اسْمًا لَهَا، مَخْصُوصًا بِهَا. يُقَالُ سَطَّرَ فُلَانٌ عَلَيْنَا تَسْطِيرًا، إِذَا جَاءَ بِالْأَبَاطِيلِ». ويقولُ الخليل في كتاب العين: «سَطَّرَ فلانٌ علينا تسطيراً إذا جاء بأحاديثَ تُشبهِ الباطِلَ. والواحد من الأساطير إِسطارةٌ وأُسطورةُ، وهي أحاديثُ لا نظام لها بشيء». وقال ابن منظور في لسان العرب: «قَالَ الزَّجَّاجُ فِي قَوْلِهِ تَعَالَى: وَقالُوا أَساطِيرُ الْأَوَّلِينَ؛ خَبَرٌ لابتداء مَحْذُوفٌ، الْمَعْنَى وَقَالُوا الَّذِي جَاءَ بِهِ أَساطير الأَولين، مَعْنَاهُ سَطَّرَهُ الأَوَّلون.. والأَساطِيرُ: الأَباطِيلُ. والأَساطِيرُ: أَحاديثُ لَا نِظَامَ لَهَا، وَاحِدَتُهَا إِسْطارٌ وإِسْطارَةٌ، بالكسر، وأُسْطِيرٌ وأُسْطِيرَةٌ وأُسْطُورٌ وأُسْطُورَةٌ، بِالضَّمِّ.. وسَطَّرَها: أَلَّفَها. وسَطَّرَ عَلَيْنَا: أَتانا بالأَساطِيرِ.. يُقَالُ: هُوَ يُسَطِّرُ مَا لَا أَصل لَهُ أَي يُؤَلِّفُ».
يرى محمد حسن جبل في كتابه «المعجم الاشتقاقي المؤصل لألفاظ القرآن الكريم» بأنَّ المعنى المحوري للجذر «سطر» هو «اصطفاف أفراد أو أشياء طوليًّا بانضباط - كالصف من الشجر وغيره.. ومنه: .. الكتابَ: كتبه (سَطْر الكتابة صَفٌّ من الكلمات متجاورة على امتداد واحد فتبدو مسترسلة الامتداد).. فتوالي كلمات الصف على استقامتها يجعلها سطرًا كسطر النخل والشجر». ويُضيف: «ومن هذا: الأساطير - جمع إسطار وإسطير - بالكسر فيهما، وأُسطور وأُسطورة وأُسطيرٌ - بالضم فيهن، وقيل هي جمع جَمْع، والمعنى: (الكتابة) المسطورة ﴿وَقَالُوا أَسَاطِيرُ الْأَوَّلِينَ اكْتَتَبَهَا﴾ هذا هو أصل الأساطير. ثم لما كانت أخبارًا مكتوبة عن الأقدمين، غابت شواهدها الواقعة، فخفيت حقائقها على الحاضرين، تَشكّكوا فيها؛ فلَصِق بمعنى اللفظ معنى الارتيابُ، وقالوا: الأساطير: الأباطيل».
رأى مسعود أنَّ كلمة أسطورة هي تعريب جاهلي للكلمة اليونانية (بالإنجليزية: historia)‏، وتفيد معنى الإخبار، والسرد، والحكاية، والقصة، والخرافة. ولم يستعمل العرب كلمة أسطورة قبل الإسلام. ويُعتبر الخوري ميخائل غبرئيل هو أوَّل مَن استعمل كلمة أسطورة (أساطير) للتعبير عن مضمون الميثولوجيا بمعنى الحكايات القديمة. وفي سياق الاصطلاح العربي، يذكر عبد الحميد يونس أنَّه أصبح من المُتفق عليه في الدوائر العلمية العربية استخدام كلمة «أُسطورة» كمقابل للمصطلح الغربي «Myth».

## التعريف والمفهوم
حظيت الأسطورة بتفسيرات لا يكاد يُحاط بها؛ لأنَّها تُمثل وجهة نظر كلّ باحث في حقلي علم الإنسان «الأنثروبولوجيا» وعلم الأساطير «الميثولوجيا»، ولعل هذا الأمر يُفسِّر الحرج الذي عبَّر عنه القديس أوغسطين في محاولة تحديد مفهوم الأسطورة بتعريفها تعريفًا جامعًا مانعًا، قائلًا: «إنني أعرِفُ جيَّدًا ما هِي الأسطورة، بشرط ألَّا يسألني أحد عنها، ولكن إذا ما سُئلت وأردت الجواب، فسوف يعتريني التلكؤ». وفي مسعاه لإيجاد تعريف للأسطورة، رأى مرسيا إلياد أنَّه من العُسر الوقوف على تعريفٍ للأسطورة يكون محل تقبُّلٍ عند العُلماء وغير المُختصِّين؛ لأنَّ الأُسطورة ظاهرة ثقافيَّة تشتمل على تعقيدِ بالغ، إذ يُمكن لنا أن نتناولها ونُفسرها من عدة منظورات يُكمِّل بعضها بعضًا.

### المنظور الغربي
يُعرِّفُ قاموس ماكميلان الأُسطورةَ بأنَّها قصَّةٌ تقليديَّةٌ قديمةٌ عن الآلهة، والأبطال، والسحر. وبأنَّها سردٌ رمزيٌّ، عادةً ما تكونُ ذات أصلٍ مُبهمٍ أو مجهول، وتكونُ إلى حدٍّ مَّا تقليديَّة جُزئيَّاً، وتتعلقُ في الظاهرِ بأحداثٍ فعليَّةٍ، ومُرتبِطة بشكلٍ خاصٍ بمُعتقدٍ دينيّ. ترى كارين أرمسترونغ أنَّ استعمال الأسطورة هذه الأيام اقتصر على وصف شيء ما بأنَّه غير حقيقي وغير واقعي. ولكنَّها، من جانب آخر، تروي قصَّة حدث في زمان ما، وهي تجعله ممكن الحصول في كل الأزمنة. وبصفتها ذات صياغة فنِّية فهي قادرة على الإشارة إلى ما وراء التاريخ وإلى ما هو غير زمني في الوجود البشري. وترى أنَّه من الخطأ اعتبار الأسطورة نمطًا فكريَّاً مُتدنِّياً حيث يُسوغ لنا تهميشها، وهي ليست محاولة لتدوين التاريخ وفهمه ولا تدعي موضوعية قصصها وصحتها، إن هي إلَّا التظاهر بالإعتقاد. وفي منظور جوزيف كامبل فالأسطورة هي تجربة المعنى، أي تجربة الحياة، وليس البحث عن المعنى. وإنَّ الأساطيرَ تُمثِّل الرافد السِّري الذي تتدفق عبره طاقات الكون التي لا تُسْتنفد لتصب في ظاهرات الثقافة البشرية. وقد اقترح روبرت سيجال تعريفًا شديد الإيجاز، إذ رأى أنَّها «قصَّة»، وبصورة أعمّ، يُمكن أن يُنظر إليها على أنَّها مُعتقدٌ أو مذهب. وكونها قصة، فهي تدور حول شيء مهم، سواء حدث في الماضي أو الحاضر أو المُستقبل.
اعتبر، «إدورد كوين» في قاموسه الأدبي، «المِثْ» بأنَّها مجموعة قَصَصٍ تنتمي إلى ثقافة معينة تسرد أحداثًا خارقة للطبيعة أو متناقضة ظاهريَّاً مُعدَّة لتعكس نظرة تلك الثقافة إلى العالم. وعلى الرغم من تنوعها الذي لا حدود له على ما يبدو، تميل الأساطير إلى أن يكون لها اتساق ضمني في الحدث والموضوع الرئيسي والشخصيَّة. ورأى آخر أنَّ الأُسطورة، بشكل عامّ، هي قصة ليست «حقيقية» تتضمن كائنات خارقة، وهي دائمًا معنيَّة بالخلق، وتشرح كيف تظهر الأشياء إلى الوجود، وإنَّ الأساطير هي عبارة عن تفسيرات بدائيَّة للنظام الطبيعي والقوى الكونيَّة. ويرى آرثر كورتل أنَّ الأسطورة هي عبارة عن قَصَصٍ شعريَّة. ويورد قول أحد رجال الأسكيمو الذي اعتبر الأساطير «قصة تُمثل حكمة أجداده الذين يتكلمون من خلاله». وذكر أنَّ الأساطير يُنظر إلها كقصص شعبيَّةٍ يقوم الشعراء بإعادة صياغتها لتمتص جزءً من المُعتقدات الدينيَّة. وفي منظور الألماني إدزارد [الإنجليزية]، فإنَّ الأسطورة لم تعد كما كانت تُفهم على أنَّها «تاريخ الآلهة» أو خُرافات العصور الغابرة بل هي مُرشد حقيقيٌّ لفهمِ سُلوكِنا اليومي.
واعتبرها قاموس أديان العالم بأنَّها، من وجهة نظر دينيَّة، قصة تُعبِّر عن الرؤية الكونية الأساسية لثقافة أو دين ما مُصاغة في قالب حكائي «سردي». إنَّها تسرد بعض الأمور المهمة مثل قصة الكيفية التي يفكر بها الناس بالله، والطبيعة البشرية، وأصل ومصير العالم، وكيف يجب أن نحيا حياتنا الآن، وكيف يمكننا الدخول في علاقات سليمة مع الإلهي. أما دائرة معارف الأديان الأمريكية، فاعتبرت الأسطورة بأنَّها «التعبير عن المقدس بالكلمات».

#### منظور الأصل
يرى کیریني أنَّ الأسطورة في المجتمع البدائي -أي في شكلها الأصلي المعاش- ليست مجرد حكاية تحكى، ولكنها حقيقة مُعاشة. وإنها ليست اختراعًا، ولكنها حقيقة حية يعتقد أنها حدثت في أزمان أوَّليَّة، وأنها لازالت تمارس تأثيرها على العالم وعلى مصائر البشر، وهي المعرفة التي تمد البشر بالدوافع إلى القيام بالأعمال الطقسية وبالعادات الأخلاقية وبالتوجيهات لممارسة هذه الأعمال والعادات. ويُضيف مالينوفسكي «إنَّ الأُسطورةَ إذا دُرِست وهي حيَّة فعَّالة، فإنَّها ليست رمزيَّة، بل هي تعبير مباشر عن موضوعها؛ وليست تفسيرًا يتطلبه إشباع الولع بالعلم؛ وإنَّما هي بعث وإحياء روائي سردي لحقيقة أزليَّة، يُروى لإشباع رغباتٍ دينيَّة عميقة وحاجاتٍ أخلاقيَّةٍ ومُتطلباتٍ اجتماعيةٍ وإثباتات واقعية، وحتى لاحتياجاتٍ علميَّة. ومثل إفورس الأكيمي، رأى يوهيميروس أنَّ الأُسطورة هي التاريخ مُتنكِّرًا.
ورأى ماكس موللر أنَّ الميثولوجيا هي مرضُ اللغةِ، وإنَّها القوى التي تُمارسها اللغة على الفكر في كل مجال ممكن من النشاط الذهني. ولكنَّ عالم المصريات جيرالد ماسي اعتبر رأي ماكس موللر ومَن تابعه بأنَّه «تفسيرٌ ضحلٌ يُقدمه غير التطوريين، وإنَّ مثل هذه التفسيرات ما زالت مقبولة بين البريطانيين، الأمر الذي جعلهم يتنكرون لتفكيرهم ويدعون غيرهم يفكر بدلًا عنهم.. لقد غاب عن هؤلاء المشمسة(أ) ومروجو نظرية الطقس أصل ومعنى الأساطير تمامًا!». إنَّ جيرالد ماسي يرى أنَّ الميثولوجيا كانت طريقة بدائية/فطريَّة للتفكير في الفِكر الإنساني المُبكر، وإنَّها قد بُنِيَت على حقائق طبيعية، ولا يزال من الممكن التحقق منها في الظواهر، وإنَّه لا يوجد فيها شيء جنوني ولا غير منطقي وذلك عند النظر إليها في ضوء التطور، وعندما تُفهم كيفيَّة تعبيرها بلغة الإشارة بشكل دقيق.(ب) وإنَّها مُستودع أقدم علوم الإنسان. ويُضيف بأنَّ الجنون يكمُن في مُحاولة الخلط بين الميثولوجيا وبين التاريخ البشري أو الوحي الإلهي(ج). أمَّا الثيوصوفيَّة هيلينا بلافاتسكي فترى أنَّه ما مِن قصة أسطوريَّة أو حدثٍ تقليديٍّ في الموروث الشعبي لشعب من الشعوب كان، في أي وقت مضى، خيالًا محضًا؛ لأنَّ كُل واحدة من هذه الروايات تمتلك بِطانة تاريخيَّة فعليَّة خاصة بها.
والأسطورة عند تيليارد [الإنجليزية] هي موهبة الجماعة البشرية في أن تحكي قصصًا ذات مغزى وبشكل لا واعٍ. وعند مالينوفسكي هي ليست تعبيرًا تافهًا ولا خيالات عقيمة، بل هي قوًى ثقافية لها صورة محكمة.

#### منظور علم الإنسان
تفسر الأنثروبولوجيا الأسطورة بأنها نتاج لتركيبات العقل المُتناغمة. وهي جماع التفكير والتعبير عن الإنسان في مراحله البدائية. وإنَّها عمل لا واعٍ جماعي ينبثق عن الغريزة القومية وتعبير عن الشعور الجماعي. وهي التفكير في القوى الفاعلة الغائبة وراء مظهر العالم، وكيفية عملها وتأثيرها وترابطها مع عالمنا وحياتنا، وهي الأداة الأقدم للتفكير الإنساني المبدع التي انتهت بالعلوم الحديثة، أو هي الوعاء الذي وضع فيه الإنسان خلاصة فكره، والوسيلة التي عبر بها عن الأنشطة المختلفة التي مارسها بما فيها النشاط السياسي والديني والاقتصادي، أو هي الوسيلة التي حاول عن طريقها إضفاء طابع فكري على تجربته، وأن يُفلسف حقائق الحياة العادية.
إنَّ الملحوظ النقدي الذي ترمي إليه الأنثروبولوجيا في تفسير ومتابعة المسارات والسياقات السردية للثقافات والمتخيلات الاجتماعية للكائن البشري في زمكانيات مختلفة، تجعلنا نروم نحو تقريب النظر إلى الأناسة التي تشي بطرح الزمن داخل مسمى الأسطورة، حيث يوجد الزمن بشكلين في الأساطير. إنه يظهر في العديد منها في افتتاح النصوص، بشكل عبارات مثل: "في البدء"، "أولا"، "كان ما كان"، مما يقيم على الفور هذه المسافة الضرورية للعناصر الأسطورية الأساسية لكي تنفصل عن الواقع وتصبح استعارة له. ويلامس الشكل الثاني مباشرة الطبيعة الخاصة للموارد المستعملة؛ عندما تضع الأسطورة على نفس الصعيد أماكن تنتمي إلى درجات مختلفة من العالم، وتدخل في السرد شخصيات تمتزج فيها المواصفات الإنسانية مع الحيوانية أو النباتية، وتعرض أحداثاً تتناقض تماما مع قوانين الطبيعة والمجتمع، فإنها لا تنقلنا فقط إلى بعد زمني آخر، وعصر آخر فوراً، لكنها تعرض في نفس الوقت سلسلة فضائح منطقية، مادية وأخلاقية يهدف سير الأحداث إلى معالجتها والحد منها.

#### المنظور الفلسفي
الأسطورة توليد تعبيري عن الحياة في صورتها التلقائيَّة في الوجود، أو هي صورة الوجود التلقائيَّة في العالم. وبالنِّسبة للفلسفة فإنَّها رأت في الأسطورة الصورة الأصليَّة التي تعبر عن ارتباط الإنسان بالواقع والحياة. لذلك دَعا أليكسي لوسيف لتخليصِ الأسطورةِ من وجهات النظر التوضيحيَّة والميتافيزيقيَّة والنفسيَّة كلّها، والبدء بالنظر إليها كما هي من دون تحويلها إلى ما ليست هي عليه؛ لأنَّها هي الواقع الأكثر تحديدًا، والأكثر كثافةً، والأكثر توتُّرًا.. وهي، من وجهة نظر الوعي الأسطوري، ليست بدعةً ولا وهمًا ولا تهيُّؤاتٍ من صُنعِ الخيال أو لعبة له. إنَّ الأسطورة هي المقولة الأكثر ضرورة بدرجة فائقة للتفكير والحياة، وليس فيها ما هو وليد الصدفة أو غير ضروري أو مزاجي أو مُختلق أو مُتخيَّل. إنَّها الواقع الحقيقي الملموس.
يرى الوعي الأسطوري أنَّ «الاختلاق» ليس من سمات الأسطورة ولا من خصائصها، بل هي تتضمن بنية بالغة الصرامة والتحديد، وبالتالي فهي منطقيَّاً وجدليَّاً مقولة ضرورية للإدراك وللوجود عمومًا. ويعتقد بعض الفلاسفة بأنَّ الأسطورة لا تصعد بنا إلى أعلى ولكنَّها تهبط بنا إلى العالم المحسوس؛ لأنَّ العلو الديني فيها هو مُفارقة لأنَّ الآلهة تنغرس أو تتحكم في هذا العالم. ويرى آخرون أنَّها لا يكفي أن تصور الواقع أو تعبر عنه، بل يجب أن تكشف لنا جانبًا من الجوانب الحقيقية.

### المنظور العربي
يرى مسعود بأنَّ الأسطورة هي العمود الفقري للميثولوجيا، إلى جانب دعائم أخرى، مثل: الخرافة، والميثة، والحكايات، والقصص، والروايات المماثلة القائمة على الخيال الجامح. وفي منظور السواح فهي حكاية مقدسة، ذات مضمون عميق يشف عن معاني ذات صلة بالكون والوجود وحياة الإنسان. أمَّا سيد القمني فيرى بأنَّ الحُكم المُسبق على الأساطير بأنَّها «اللامعقول».. واعتبارها بمعنى الخرافات وأقاصيص الآلهة.. هو حكم بني على فهم شائع للأسطورة يعتبرها كخرافة وتلفيقات بدائية لا أساس لها، وعلى نظرة العرب لها بأنها أباطيل، وأنها نوع من العقائد الباطلة، وما أنتجه المصطلح القرآني «أساطير الأولين» - يرى ضرورة شطب هذا الحكم وهذه النظرة القاصرة للأسطورة؛ لأنَّه يرى بأنَّ الأسطورة من أهم أعمدة التراث. ويعرفها بأنَّها تسجيل للوعي الإنساني واللاوعي في آن معًا.. وإنها تشتمل على أحلام وانفعالات وتصورات وأخيلة وحقائق.
وقد نُظر إلى الأسطورة بأنها صورة من صور الفكر البدائي حسبما كانت مسطورة أو مطبوعة في ألواح الأذهان. وهي عبارة عن تفسير علاقة الإنسان بالكائنات، وهذا التفسير هو آراء الإنسان فيما يشاهد حوله في حالة البداوة.. وإنها الدين والتأريخ والفلسفة جميعًا عند القدماء، وهي ليست فكرة مبتدئة أو خاطئة، بل إنها فكرة بدوية صبغت بصبغة الاطناب والمغالاة. أمَّا جواد علي فرأى أنَّ الأساطيرنعني بها الخرافات والأقاصيص المتعلقة بالآلهة. ورأى الماجدي أنَّها حكاية مقدَّسة.

## الوظيفة
| إنني أعرِفُ جيَّدًا ما هِي الأسطورة، بشرط ألَّا يسألني أحد عنها، ولكن إذا ما سُئلت وأردت الجواب، فسوف يعتريني التلكؤ. |
| —القديس أوغسطين                                                                                              |

تسعى الأساطير والميثولوجيات عموما إلى عقلنة الكون وما فيه وتفسيره. فهي ذات وظيفة شبيهة بوظيفة العلم واللاهوت والدين والتاريخ في المجتمعات الحديثة. فأنظمة الأساطير تقدم أفكار الكوسمولوجي والتاريخي للمجتمعات التي تنقصها المعرفة المعقدة التي يقدمها العلم الحديث والبحث التاريخي. فأساطير الخلق تقدم تفسيرًا لأصل الكون بكل تعقيداته. فهي جزء هام من أعظم الأنظمة الميثولوجية. وإنَّ للأسطورة وظيفة خلَّاقة بوصفها طاقة حضاريَّة حيَّة، وأنَّها تغذي بأقدار مُتفاوتة كُلَّ فكرٍ ديني أو ميتافيزيقي.

## تصنيف الأساطير
وإلى جانب تفسير خلق الكون تسعى الميثولوجيات أيضا إلى تفسير الظواهر الطبيعية اليومية. فالرب المصري الخنفسة خيبري Khepri الذي يدحرج كرة من الشمس عبر السماء يقدم تفسيرًا لشروق الشمس كل يوم، ويتقدم عبر السماء حتى المساء. وبالمقابل يعزو شعب الماوري في نيوزيلاندا ندى الصباح إلى دموع الرب رانغي Rangi (السماء) على الربة بابا Papa (الأرض) التي انفصل عنها، ومثل هذه الأساطير تسمى عادة أساطير الطبيعة. وهناك صنف آخر من الأسطورة وهو الأسطورة الثيوغونية (السلالة). تسعى هذه الأساطير إلى كشف الصلات بين شتى الآلهة والشخصيات والكائنات الأخرى التي سبق الإشارة إليها في أساطير سابقة. فأساطير الثيوغونيا تحتل مرتبة ثانوية في غرضها. إنها تقدم الإطار لنظام الأساطير القائم. وأبرز مثال على ذلك وأشهره ثيوغونيا هسيود. ولكن يجب الانتباه أن أساطير السلالة المشار إليها هي حصرية متبادلة. فمثلا أساطير الخلق هي بطبيعتها أساطير ثيوغونيا أيضا. إذ يمكن للأساطير، ويجب عليها، أن تخدم كثيرًا من الأغراض. فالكائنات البشرية خلقت الأساطير وأنظمة الأساطير لأسباب كثيرة منذ آلاف السنين. إنها الإنتاج الأعلى الجمعي للبشرية، وهي مصدر غني يمتع كل البشرية. فطبيعتها الخيالية وغير الواقعية بعيوننا الحديثة لا تمنعنا من التمتع بها.

## دراسة الأسطورة

### النقد والتفسير القديم

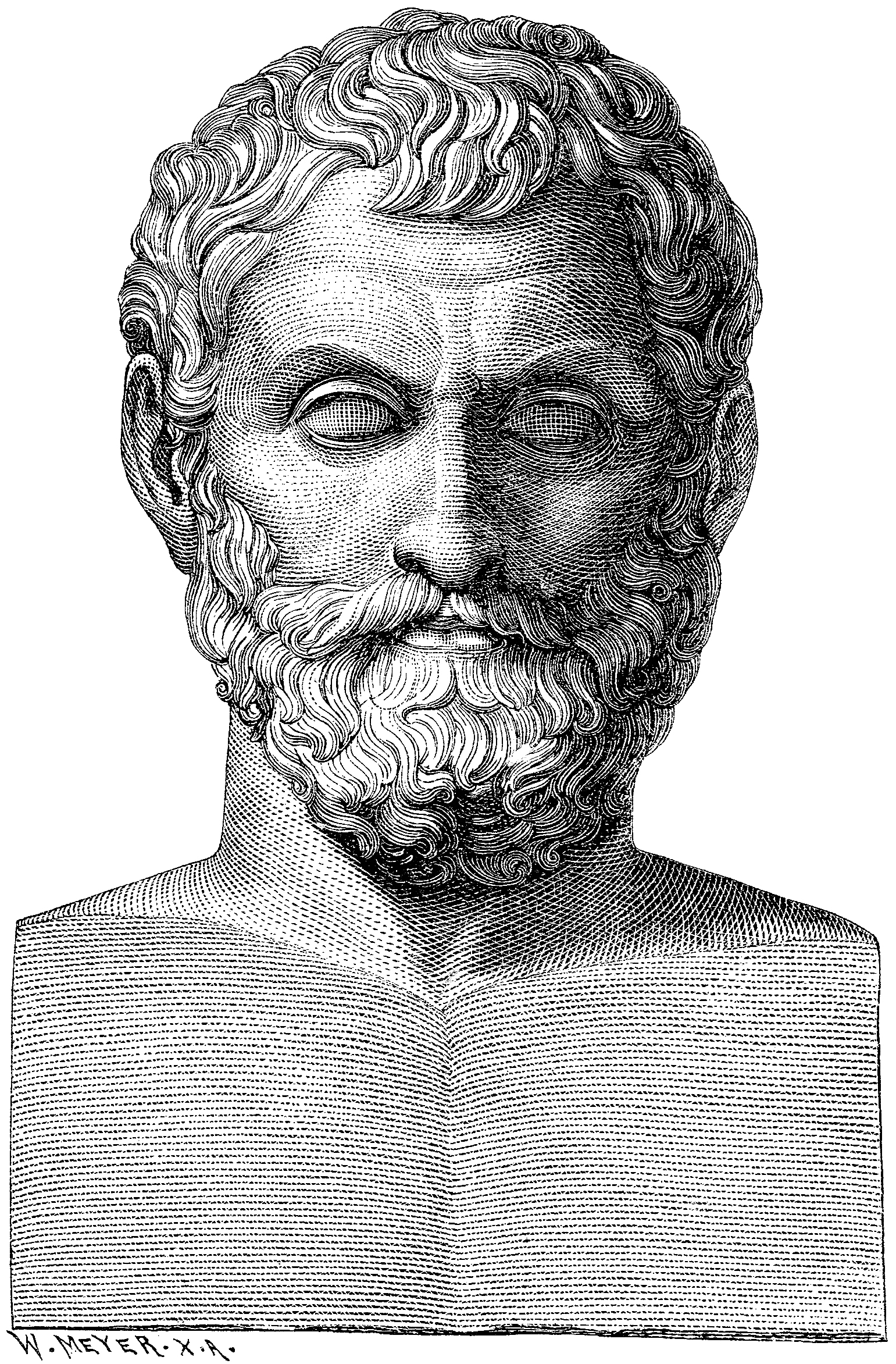
رسم توضيحي لطاليس.

تناول بعض فلاسفة الإغريق قديمًا الأسطورةَ بالدراسة أحيانًا وبالنقد والتفسير أحيانًا أخرى. ولعل هذا الأمر قد شكل بداية النظر العلمي والدرس المتأمل للأساطير، ومثل نواة لنشوء مدارس معاصرة شكلت قاعدة لدراسة الميثولوجيا المعاصرة.
كان طاليس أول إغريقي يعبر عن موقف نقدي تجاه الأساطير الإغريقية، كما وجه أرسطو هجوما عنيفًا للأساطير باعتبارها قصصًا وهمية لا تقدم أية حقيقة لا عن حياة الإنسان ولا عن العالم. أما أفلاطون، فقد استخدمها كعوامل مساعدة على كشف ودراسة الحقائق الفلسفية العميقة. كما استخدمها أيضًا بشكل مجازي في محاوراته. كذلك تناول ثياجنس الريجيومي [الإنجليزية] وهيرقليطس والرواقيون الأسطورة بالتفسير المجازي. وظهر التفسير التاريخي للأسطورة في بداية القرن الثالث قبل الميلاد على يد يوهيمروس الذي ظن أنَّه اكتشف أصل الآلهة، حيث كانوا في رأيه ملوكا قدماء أُلهوا. غير أن إفروس [الإنجليزية] كان أسبق من يوهيروس في أنه أول من تعامل مع الأسطورة على أنها حدث تاريخي. وفي العصور المتأخرة واصل آباء الكنيسة الأوائل دراسة الأسطورة بأفكار عامة، وبوجه خاص بمذهب اليوهيمروسية المعدلة.
وكان زينوفون اليوناني قد درس الأساطير مبكرًا وانتقدها وانتقد الوعي الديني أيضًا في القرن السادس ق. م، وخصوصًا، النزعة التشبيهيَّة، موضحًا بأنَّ هناك إلهًا واحدًا عظيمًا بين الآلهة والبشر لا يشبه البشر في هيئته أو تفكيره. ومع ذلك فإنَّ البشر يتخيلون أنَّ الآلهة قد ولدت وهي ترتدي ملابس بشرية وذات أصوات بشرية وأجساد بشرية وهكذا، فلو كان للثيران أو للأسود أو للخيول أياد يرسمون بها لرسموا آلهتهم في صور تشبه صورهم وصوروها ذات أجساد تشبه أجسادهم، ولذلك لم يكن زینوفون راضيًا عن الهيئة الناسوتية التي نسبها الإغريق لآلهتهم. ورأى أنكساغوراس، في معرض نقده للوعي الديني الأثيني، أنَّ الشمسَ ما هي إلَّا حجرًا ملتهبًا، والقمرَ كذلك، وليسا إلهين. أما سقراط، فقد رفض الصورة الأسطوريَّة للدين التي كانت شائعة وقتئذ.

### التاريخ الحديث

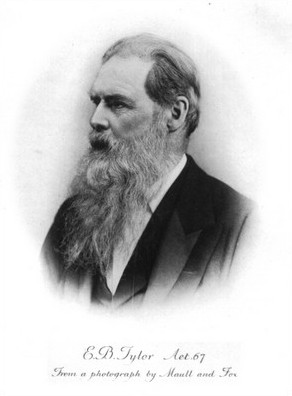
إدوارد بيرنت تايلور

شهد عصر النهضة انطلاقة الدراسات العلمية للأسطورة، ولكن هذه الدراسات اقتصرت حتى القرن الثامن عشر أو التاسع عشر على أساطير تلك العصور التي يدعوها علماء الغرب العصور الكلاسيكية، ويقصدون بها العصور اليونانية والرومانية. حيث رأى فرانسيس بيكون في الشخصيات الأسطورية مجازات فلسفية وأخرى عقلية وطبيعية، وبالنسبة لتوماس تايلور فرأى أنَّ الأساطير هي روايات مجازية، واعتبر دي بروديه الأساطير المصرية على أنَّها بقايا من عبادة الحيوانات وذلك لشيوع العنصر الحيواني فيها، ورأى كروزر أنَّها -الأساطير- نوع من أنواع التعاليم الدينية المبسطة أو المصورة.
أما علم الأساطير «علم الميثولوجيا أي علم جمع ودراسة وتفسير الأساطير» فلم يظهر ويتأسس بالمعنى العلمي الدقيق في العالم الغربي إلَّا في النصف الثاني من القرن التاسع عشر، مثل بقية العلوم الإنسانية، وكانت بداياته على أيدي علماء كانوا يشتغلون في حقول علم الإنسان «الإنثروبولوجيا»، وعلم الأديان، واللسانيات. حيث أخذوا بتقنين ودراسة التراث الأسطوري بأجمعه الذي وصل إلينا من كل العصور الغابرة بمنهج علميٍّ. ولا يبحث علم الأساطير إلَّا في الأساطير وحدها، وبخاصة الأساطير المقارنة، أي أنَّه يقارن بين الأساطير الخاصة بالأجناس المختلفة. ومن أهم فروع علم الأساطير هو «علم الأساطير العام» (بالإنجليزية: general mythology)‏ و«علم الأساطير المقارنة».

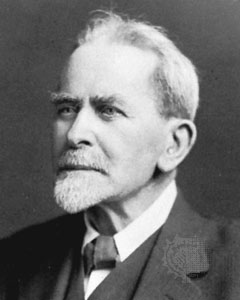
جيمس فريزر

ظهرت الدراسات المتعلقة بالأديان خصوصًا والأساطير عمومًا ابتداءً من عام 1724، حيث نشر القسيس «جوزيف فرانسوا لافيتو» كتابًا في باريس عنونه بـ«العادات والتقاليد عند هنود الأمريكتين، ومقارنتها بالعادات والتقاليد في الأزمنة القديمة» قام من خلاله بمقارنة ديانات هنود الأمريكتين بديانته الكاثوليكية. وأعقبتها دراسات أخرى ترتبط بالدين أكثر منها بالأساطير. وفي عام 1871 ظهرت أولى الدراسات المتعلقة بالأساطير ومنها دراسة «إدوارد بيرنت تايلر» الموسومة بـ«الثقافة البدائية»، ثمَّ تلتها دراسة «روبرتسن سمث» في عام 1889 وعنوانها «دين الساميين»، وبعد ذلك، دراسة جيمس فريزر في كتابه «الغصن الذهبي» في عام 1890.
صاحب تطور الدراسات المقارنة وخاصة في التاريخ وعلم اللغة المقارنة «الفيلولوجيا» تقدمًا ثابتًا في دراسة الأسطورة. إذ بدأت الدراسة العلمية للأسطورة على يد «كارل أوتفريد مولر»، إلَّا أنَّ دراستها أصبحت شائعة في النصف الثاني من القرن التاسع عشر من خلال أعمال «ماكس مولر» الذي صنَّف الأساطير، ودرس الأديان دراسة مقارنة. ثمَّ جاء الأنثروبولوجي «إدوارد تايلور» الذي صنَّف الأساطير وبوَّبها إلى أنواع أو أبواب متميِّزة، وقسَّمها عمومًا إلى بابين كبيرين، وهما: الأساطير النقيَّة، والأساطير غير النقيَّة. حيث الأولى تنبثق من المخيلة والثانية تجمع بين الحقيقة والخيال.

### علم الأساطير

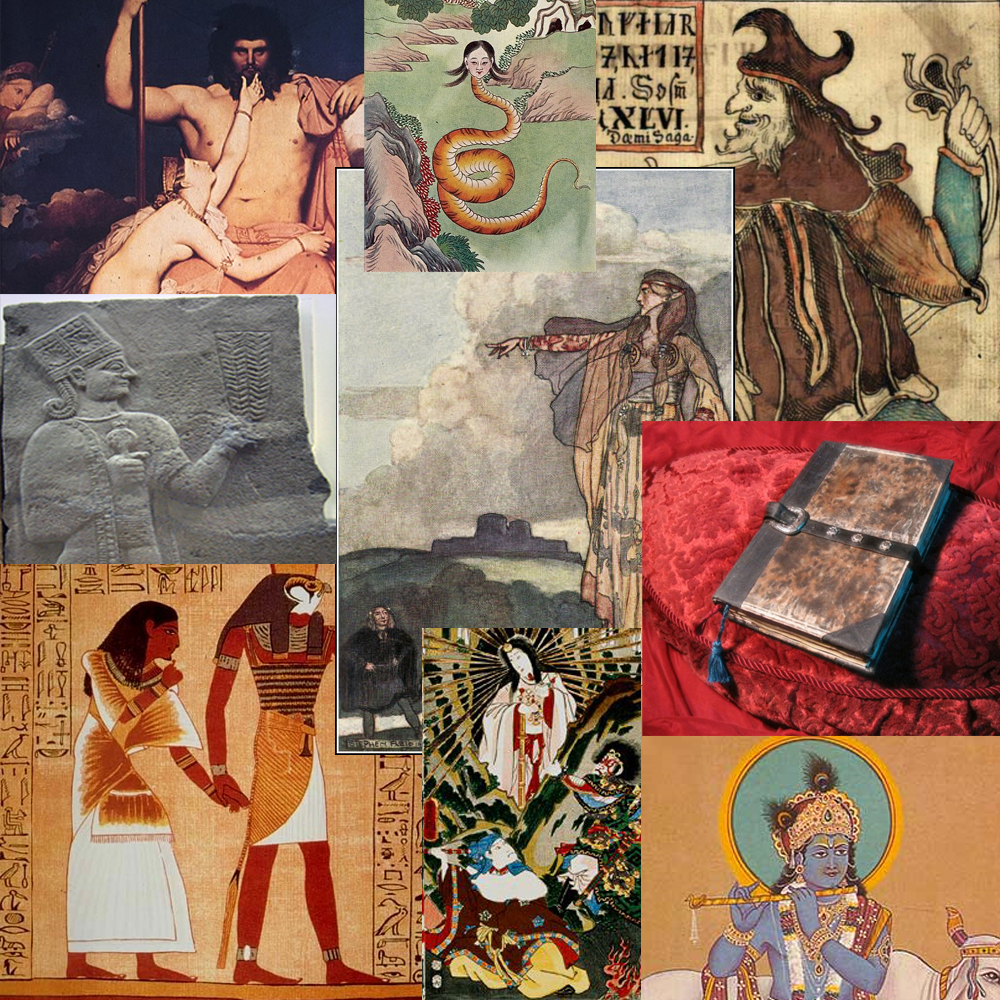
ملصق لمختلف الآلهة والنصوص.

الميثولوجيا «mythology» هي فرع من فروع المعرفة وأحد العلوم الاجتماعية والإنسانية يُعنى بدراسة وتفسير الأساطير بوصفها ظاهرة ثقافية اجتماعية شديدة التعقيد، ويتكون هذا المصطلح من مقطعين: الأول هو مِث «myth» المشتق من الجذر اليوناني «muthas» ويعني قصة أو «الكلمة أو الكلام» أو «حكاية تقليدية عن الآلهة والأبطال»، أو من الجذر «Mythos» ويعني قصة غير واقعية، والثاني هو «Logy» ويعني العلم أو الدراسة العلمية، وهو مشتق من الجذر «لوغوس» الذي كان يشير في الفلسفة إلى المبدأ العقلي، وتستخدم أيضًا بكثرة في العصر الحديث للدلالة على العلوم المختلفة، كأن نقول سوسيولوجيا أو بيولوجيا. وبذلك تكون الميثولوجيا، في هذا السياق، الدراسة العلمية للأساطير وفحصها وفق القواعد العلمية المتبعة.
ويرى مسعود أنَّ معنى ميثولوجيا هو معالجة الأساطير، أو علم الخرافات، وأخبار الآلهة، والأبطال في جاهلية التاريخ، وكل ما له صلة بالوثنية، وطقوسها، وأسرارها، ورموزها، ومظاهر كل منها. بينما يذهب الحوت إلى أنَّ الميثولوجيا لها عدة معانٍ، فهي علم يبحث في أساطير التكوين والآلهة والأبطال وتطلق على هذه الأساطير نفسها. واصطلاحًا، تعني القصة الخرافية أو مجموعة أساطير تتعلق بالمعتقدات الخرافية أو الدينية لقطر من الأقطار أو شعب من الشعوب أو على تلك الناحية من العلوم التي تعنى بالخرافات. لذلك، يمكن أن نقول الميثولوجيا السورية أو الميثولوجيا الإغريقية. ويرى حنا عبود أن لهذه اللفظة معنيان يشير الأول إلى مجموعة من الأساطير تشكل معا نظاما ميثولوجيا. فنتحدث عن «الميثولوجيا المصرية» أو «الميثولوجيا الهندية» أو اليونانية... الخ. وبهذا المعنى يمكن أن يصف المرء نظام أساطير استخدم من قبل مجتمع خاص في زمن خاص في التاريخ البشري. ويمكن أيضا أن تكون مجموعة ميثولوجيات بطرق أخرى. فمثلا يمكن ضم مجموعة منها جغرافيا فيمكن الحديث عن «الميثولوجيا الأوقيانوسية» و«الميثولوجيا الشرقية» و«الميثولوجيا الأفريقية». وهناك معنى آخر لمصطلح الميثولوجيا وهو الدراسة الأكاديمية لأساطير وأنظمة أساطير بشكل عام. أما إرنست كاسرر فإنَّه يرى بأنَّ مصطلح «الميثولوجيا» يقصد به «علم أشكال التصور الديني».

#### التاريخ والتعريب

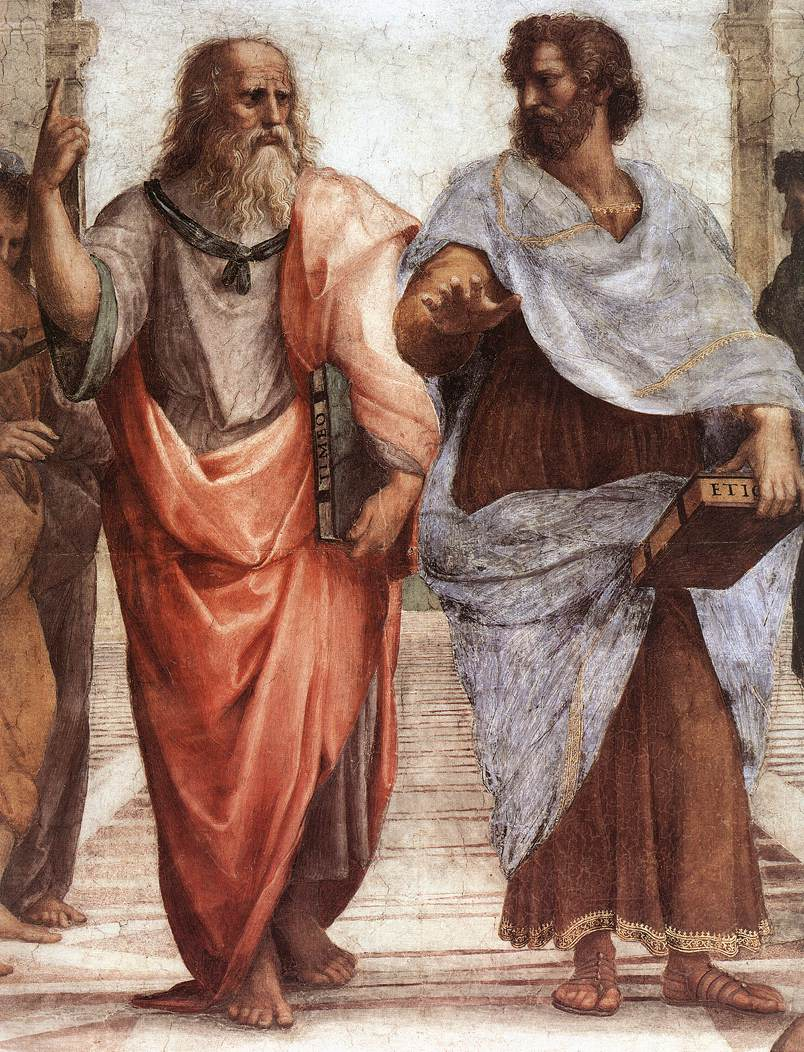
أفلاطون (يسارًا) وأرسطو (يمينًا)

اِستُخدِم مصطلح «ميثولوجيا» لأوَّل مرة في اللغة الإنجليزية في القرن الخامس عشر الميلادي بمعنى «تفسير الأساطير». أمَّا المعنى الأعم لهذه الكلمة، وهو مجموعة أساطير، فلم يُستخدم قبل العام 1781م. أما حديثًا، فتعني «علم الأساطير» و«مجموعة أساطير شعب ما». وفي اللغة العربية، عُرِّب مصطلح «mythology» إلى أكثر من مصطلح لم تخرج في معانيها عمَّا ورد في السياقات الغربية. فعُرِّب إلى «علم الأساطير» و«أسطوريَّات» للدلالة على الدراسة النظامية للأساطير وعملية جمعها، وأمَّا «الأساطير» و«أساطير الأولين» و«أساطير الأقدمين» فللدلالة على مجموعة أساطير شعب ما، أو على مجموعة الأساطير التي تختص بالتراث الديني فقط. وهناك من آثر نقله حرفيَّا «الميثولوجيا» معللا ذلك بأنَّ هذه الكلمة يونانية الأصل هي كلمة جامعة للخرافة والميثة والأسطورة معًا. لذلك، هناك ترادف بين مصطلحي «الأساطير والميثولوجيا» في الاستخدام الشائع بين المختصين وغيرهم في سياق التعبير عن مجموع أساطير شعب ما.
كان أفلاطون أول من استعمل تعبير «موثولوجيا» للدلالة على فن رواية القصص، وبشكل خاص ذلك النوع الذي ندعوه اليوم بالأساطير، ومنه جاء تعبير «ميثولوجيا» المستخدم في اللغات الأوربية الحديثة، أما في لغات الشرق القديم فلا نعثر على مصطلح خاص ميز به أهل تلك الحضارات الحكاية الأسطورية عن غيرها. ومن المؤكد أن «فن رواية القصص» الذي نسبه أفلاطون للميثولوجيا ليس هو «علم دراسة الأساطير» فالأول يكاد يدخل في فن القصة والرواية، أما الثاني فهو علم معاصر لا يختلف عن بقية العلوم الإنسانية، ويعنى بدراسة شريحة اسمها «الأسطورة». لكن هناك من يرى أنَّ أفلاطون هو أول يوناني استخدم لفظة «ميثوس» وليس لفظة «ميثولوجيا» التي تعني علم الأساطير.

### ميثوغرافيا
يُعرَّف، مصطلح «ميثوغرافيا»، بأنه تجميع أو وصف الأساطير بشكل عام، ويُمكن استخدام المصطلح للإشارة إلى المختارات الأدبية الخاصة بالأساطير. وبشكل غير سليم، يمكن إطلاق المصطلح على دراسات الأساطير عُمومًا. وأما الشخص الذي يُسجِّل ويروي ويُعلِّق على الأساطير والخُرافات فيُدعى بـ«الأساطيريّ» (بالإنجليزية: mythographer)‏. وهناك، أيضًا، المتخصص بدراسة الأساطير أي العالِم بالأساطير (بالإنجليزية: mythologist)‏.

## النشأة والبواعث
يرى البعض من مؤرخي الديانات أنَّ الأساطير كانت روايات خرافية تطورت من أجل تفسير طبيعة الكون ومصير الإنسان وأصول العادات والعقائد، والأعمال الجارية في حياتهم، وأسماء الأماكن المقدسة والأفراد البارزين. ويرى آخرون أنَّها قصة أنشأها الإنسان الأول لتصور ما وعته ذاكرة شعب أو نسجه خيال شاعر حول حادث حقيقي كان له من الأهمية ما جعله يعيش في أعماق ذلك الشعب صحيحًا أو محرفًا تمتزج به تفاصيل خرافية. وهي قصة خرافية عادة ما تكون من أصل شعبي، تصور كائنات تجسد في شكل رمزي قوى الطبيعة، أو بعضًا من جوانب عبقرية البشر. أو هي قصة حقيقية حدثت في الأزمنة البدائية، وتستخدم في الوقت نفسه كنموذج للسلوك البشري.
وهناك أربع مدارس رئيسية اهتمَّت بالبحث في موضوع نشأة الأساطير وبواعث نشوئها، وهي:

### المدرسة التأريخية
ترى أنَّ الأساطير التي وصلت إلينا ليست في أُصولها إلَّا تأريخَ البشريَّة الأُولى، حيث نُسيت أو أُغفلت ملامحه الدقيقة وأضفى الخيال الإنساني عليه جوَّاً فضفاضًا، وتأريخ الآلهة ما هو إلَّا تأريخ لعصر الأبطال، حين كان الإنسان يُعجب بالقوَّة والجبروت.. وهذا الرأي يُفسر نشأة الأساطير على أساس مرتبط بالتأريخ الملحمي للشعوب، بوصفه تعبيرًا رمزياً عن الأبنية الاجتماعية والحضارية المعبر عن الفكر الجماعي، وبالأساليب البدائية العتيقة. ومن أصحاب هذا التوجه شيلينغ ومالينوفسكي.

### المدرسة الطبيعية
تُرجع هذه المدرسة الأساطير إلى منشأ طبيعي، يتصل بالظواهر الكونية مثل المطر، والزرع، والبرق والرعد، والرياح وغيرها. وقد ربط الإنسان القديم كل هذه الظواهر بقوى غيبية بعيدة تسيطر عليها وتتحكم فيها، وتتصارع فيما بينها، بحيث ينتهي الصراع بخلق حالة من التوازن بين الخير والشر، متوخيًا من ذلك كله السيطرة على القوى الطبيعية بالأساليب العلمية المتمثلة بالطقوس والتعاويذ وغيرهما لتحقيق أهداف علمية ونفعية محددة، وكان جيمس فريزر، وأندرولانج، ولورنس جوم، من دعاة هذا الرأي.

### المدرسة التعبيرية
خالفت هذه المدرسة آراء من ربط نشأة الأسطورة بالظواهر الكونية، وأنكرت أن يكون الإنسان البدائي قد انشغل بالكون ونظامه إلى حدّ التأمّل والتعجب والتساؤل، وترى أن أبسط تعبير عن نظام الكون، وعن المبادى الأساسية للنظام الأخلاقي في الحياة يتطلب استخدام لغة تجريدية، وهو ما نادى به لورد راجلان.

### المدرسة النفسية
ترى مدرسة التحليل النفسي أنَّ الأسطورة صنو الحلم، إذ يمكن أن تكون بمثابة أعراض تدل على وجود حقائق أخرى، فتبدو من هذا رموزا لظواهر نفسية لا شعورية تمثل قوى تتحكم في مسيرة الفرد، وسلوكه الاجتماعي، في إشارتها إلى حاجات حيوية تكمن فيما سماه فرويد عقدة أوديب. وفيما جعله كارل يونغ لقاءً ثقافيًا نفسيًا على صعيد اللاوعي الجمعي. أما إيرك فروم فيوافق رأي فرويد في العلاقة بين الأسطورة والحلم، ولكنه يخالفه في النظر إليها على كونهما نتاج العقل اللاشعوري، إذ يرى أن العقل في حالة الحلم إنما يعمل ويفكر، ولكن بطريقة أخرى، ولغة أخرى، وهي لغة الرمز، وما علينا إلا أن نفهم مفرادات تلك اللغة لينفتح أمامنا عالم مملوء بمعان غنية.

## النص الأسطوري

### خصائص ومميزات
يرى فراس السواح أنَّ هُناك ثمانية خصائص تُميز النص الأسطوري عن غيره من الأجناس الأدبية، وهي كالتالي:
- من حيث الشكل، الأسطورة هي قصة، وتحكمها مبادئ السرد القصصي من حبكة وعقدة وشخصيات وما إليها. وغالباً ما تجري صياغتها في قالب شعري يساعد على ترتيلها في المناسبات الطقسية وتداولها شفاهاً، كما يزودها بسلطان على العواطف والقلوب لا يتمتع به النص النثري.
- يحافظ النص الأسطوري على ثباته عبر فترة طويلة من الزمن وتتناقله الأجيال مادام محافظاً على طاقته الإيحائية بالنسبة إلى الجماعة. فالأسطورة السومرية «هبوط إنانا إلى العالم الأسفل» التي دُوِّنت كتابة خلال النصف الثاني من الألف الثالث قبل الميلاد قد استمرت في صيغتها الأكادية المطابقة تقريباً للأصل السومري حتى أواسط الألفية الأولى قبل الميلاد. غير أن خصيصة الثبات هذه لا تعني الجمود أو التحجر لأن الفكر الأسطوري يتابع على الدوام خلق أساطير جديدة ولا يجد غضاضة في التخلي عن تلك الأساطير التي فقدت طاقتها الإيحائية أو في تعديلها.
- لا يُعرف للأسطورة مؤلِّف معين لأنها ليست نتاج خيال فردي، بل ظاهرة جمعية يخلقها الخيال المشترك للجماعة وعواطفها وتأملاتها. ولا تمنع هذه الخصيصة الجمعية للأسطورة من خضوعها لتأثير شخصيات روحية متفوقة تطبع أساطير الجماعة بطابعها وتحدِث انعطافاً دينياً جذرياً في بعض الأحيان.
- يلعب الآلهة وأنصاف الآلهة الأدوار الرئيسية في الأسطورة؛ فإذا ظهر الإنسان على مسرح الأحداث كان ظهوره مكمِّلاً لا رئيسياً.
- تتميز الموضوعات التي تدور حولها الأسطورة بالجدية والشمولية، وذلك مثل التكوين والأصول، الموت والعالم الآخر، معنى الحياة وسر الوجود، وما إلى ذلك من مسائل التقطتها الفلسفة فيما بعد. إن همَّ الأسطورة والفلسفة واحد، لكنهما تختلفان في طريقة التناول والتعبير. فبينما تلجأ الفلسفة إلى المحاكمة العقلية وتستخدم المفاهيم الذهنية كأدوات لها فإن الأسطورة تلجأ إلى الخيال والعاطفة والترميز وتستخدم الصور الحية المتحركة.
- تجري أحداث الأسطورة في زمن مقدس هو غير الزمن الحالي. ومع ذلك، فإن مضامينها، بالنسبة للمؤمن، أكثر صدقاً وحقيقية من مضامين الروايات التاريخية. فقد يشكك هذا المؤمن بأية رواية تاريخية، ويعطي لنفسه الحق في تصديقها أو تكذيبها، ولكن الشك لا يتطرق إلى نفسه، إذا كان بابلياً، بأن الإله مردوخ قد خلق الكون من أشلاء تنين العماء البدئي، وبأن الإله بعل قد وطَّد نظام العالم بعدما صرع الإله يم وروض المياه الأولى، إذا كان كنعانياً. ويستتبع لاتاريخية الحدث الأسطوري أن رسالته غير زمنية وغير مرتبطة بفترة ما؛ إنها رسالة سرمدية خالدة تنطق من وراء تقلبات الزمن الإنساني. إن عدم تداخل الزمن الأسطوري بالزمن الحالي يجعل من الحدث الأسطوري حدثاً ماثلاً أبداً. فالأسطورة لا تقص عما جرى في الماضي وانتهى، بل عن أمر ماثل أبداً لا يتحول إلى ماضٍ. ففعل الخلق الذي تم في الأزمنة المقدسة يتجدد في كل عام ويجدد معه الكون وحياة الإنسان؛ وإله الخصب الذي قُتِل ثم بعث إلى الحياة موجود على الدوام في دورة الطبيعة وتتابع الفصول؛ وصراع الإله بعل مع الحية لوتان ذات الرؤوس السبعة هو صراع دائم بين قوى الخير والحياة وقوى الشر والموت؛ وخلق الإنسان من تربة الأرض ممزوجةً بدم إله قتيل هو تأسيس لفكرة الطبيعة المزدوجة للإنسان وتكوينه من عنصر مادي وآخر روحاني. وحتى عندما تتحدث الأسطورة عن حدث محدد في تاريخ الناس فإن مرامي هذا الحدث تكون خارج الزمن وتتخذ صفة الحضور الدائم. ونموذج هذا النوع من الأساطير أسطورة الطوفان الرافدية. فمع أن السومريين اتخذوا من حادثة الطوفان، التي أبلغت عنها الأسطورة، نقطة في التاريخ يؤرخون بها لما حدث قبلها وما حدث بعدها، إلا أن فحوى الأسطورة لم يكن تاريخياً بالنسبة لهم، لأن الطوفان الذي دمر الأرض من حولهم مرة هو نذير دائم بسطوة القدر وتحذير من الغضب الإلهي البعيد عن أفهام البشر ومن الاطمئنان إلى استمرارية الشرط الإنساني وثبات الأحوال.
- ترتبط الأسطورة بنظام ديني معين وتعمل على توضيح معتقداته وتدخل في صلب طقوسه. وهي تفقد كل مقوماتها كأسطورة إذا انهار هذا النظام الديني، وتتحول إلى حكاية دنيوية تنتمي إلى نوع آخر من الأنواع الشبيهة بالأسطورة.
- تتمتع الأسطورة بقدسية وبسلطة عظيمة على عقول الناس ونفوسهم. إن السطوة التي تمتعت بها الأسطورة في الماضي لا تدانيها سوى سطوة العلم في العصر الحديث. فنحن اليوم نؤمن بوجود الجراثيم وبقدرتها على تسبيب المرض، وبأن المادة مؤلفة من جزيئات وذرات ذات تركيب معين، وبأن الكون مؤلف من مليارات المجرات، إلخ، وذلك لأن العلم قد قال لنا ذلك. وفي الماضي آمن الإنسان القديم بكل العوالم التي نقلتها له الأسطورة، مثلما نؤمن اليوم، بدون نقاش، بما ينقله لنا العلم والعلماء. وكان الكفر بمضامينها كفراً بكل القيم التي تشد الفرد إلى جماعته وثقافته، وفقداناً للتوجُّه السليم في الحياة.

وبناءً على ذلك، خَلُصَ إلى تعريف الأسطورة على أنّها «حكاية مقدسة، ذات مضمون عميق يشف عن معاني ذات صلة بالكون والوجود وحياة الإنسان».

## أجناس أدبية أخرى

### الحكاية الشعبية
الحكاية الشعبية (بالإنجليزية: folktale)‏ هي قصة جرى تناقلها مُشافهةً لا كتابةً، لذلك فقد أُجريت عليها تعديلات جُزئيَّة من خلال إعادة حكيها مرارًا وتكرارًا قبل أن تُدوَّن أو تُسجَّل. وهي تشمل الفئآت التالية من الأدب الشعبي: الليجندات، والخرافات والنُكت، والقصص الطويلة، وحكايات الجان التي تُدعى «مارتشن». وتتضمن العديد من الحكايات الشعبية مخلوقات أسطورية وتحولات سحرية.

### الخرافة
الخُرافة لغويَّاً هي الحديث المستملح المكذوب. أمَّا اصطلاحًا فهي مُعتقد لا يعتمد على أساس من الواقع ولا من الدين، مثل: الأقوال أو الأفعال أو الأعداد التي يُظن أنها تجلب السعد أو النحس. والخرافة تنشأ حين يتوهم الإنسان علاقة عِلِّيَّة ضرورية بين ظاهرتين، بينما تكون هذه العلاقة عرضية طارئة، ووظفية العلم محاربة الخرافات في كل صورها لأن العلاقة التي يقوم بالكشف عنها يشهد بصدقها الواقع، ويطَّرد وقوعها من غير شذوذ ولا استثناء.

### السيرة البطولية
أما السيرة البطولية أو الليجندة هي قصة تقليدية أو مجموعة قصص تتحدث عن شخص أو مكان معين. تُعدُّ من فنون القصص الشعبي، وتعتبر قصة غير متحقق من صحتها تاريخياً رغم الاعتقاد الشعبي بصحتها، ويطغى عليها الخيال وتمتلئ بالمبالغات، تدور غالباً حول حياة أشخاص متميزين ومحبوبين على النطاق الشعبي، وتنتمي قصص حياة وأعمال وكرامات القديسين إلى هذه الزمرة.

## الهوامش
أ. نظريَّة تقول أن جميع الأساطير نشأت من الأساطير الشمسية وبُنيت عليها.
ب. عندما صور المصريون القمر على أنه قطة، لم يكونوا جاهلين بذلك القدر الذي يحملهم على افتراض أنَّ القمر كان قطة؛ ولم تر خيالاتهم أي شبه لقطة في القمر. ولم تكن أسطورة القطة مجرد توسع في الاستعارة اللفظية؛ ولم يكن لديهم أي نية في صنع الألغاز أو الأحاجي... لقد لاحظوا حقيقة أنَّ القطة ترى في الظلام، وأن عينيها أصبحتا دائريتين بالكامل، وصارتا أكثر تألقًا بالليل. كان القمر هو الرائي ليلا في السماء، وكان القط مكافئًا له على الأرض؛ وهكذا تم تبني القطة المألوفة كممثل، علامة طبيعية، صورة حية للجرم القمري... وهكذا تبع ذلك أن الشمس التي غابت في العالم السفلي ليلاً يمكن أن تسمى أيضًا القطة؛ لأنها رأت أيضًا في الظلام. اسم القط في اللغة المصرية هو ماو، مما يدل على الرائي، من ماو، أن يرى. يؤكد أحد الكتاب في الميثولوجيا أن المصريين «تخيلوا قطة كبيرة خلف الشمس التي هي بؤبؤ عين القطة». القمر كالقط هو عين الشمس لأنه يعكس ضوء الشمس والعين كذلك. وعلى شكل الإلهة باخت، تراقب القطة الشمس، ومخلبها ممسكًا برأس ثعبان الظلام، ويسمى عدوها الأبدي!
ج. تتفق بلافاتسكي فيما يتعلق بـ «الوحي الإلهي» معه، ولكنَّها تختلف معه في حيثيَّة «التاريخ البشري»؛ لأنَّها ترى أنَّه يوجد «تاريخ» في معظم حكايات الهند و«أساطيرها»، أحداث حقيقية فعليَّة، ولكنَّها مخفيَّة بين جنباتها.

### فهرس المصادر
باللغة الإنجليزية
1. ↑  CHARLOTIE SEYMOUR 1986، صفحة 203
2. ↑  
  - H. James Birx 2006، صفحة 1657
  - Simpson, Jacqueline, and Steve Roud 2000، صفحة 254
3. 1 2 3  Bascom, William Russell 1965، صفحات 4-5
4. ↑  Robert L. Winzeler 2008، صفحة 120
5. 1 2  Baldick, Chris 2015
6. 1 2  Bascom, William Russell 1965، صفحة 9
7. ↑    - Bascom, William Russell 1965، صفحة 9
  - Mircea Eliade 1998، صفحة 23
  - Alan Dundes 1984، صفحة 102
8. ↑    - Bascom, William Russell 1965، صفحة 9
  - Mircea Eliade 1998، صفحة 6
  - Alan Dundes 1984، صفحة 1
9. ↑  Mircea Eliade 1998، صفحة 6
10. ↑  H. James Birx 2006، صفحة 1657
11. ↑  Ravi Prakash ‘Babloo’ 2021، صفحة viii
12. ↑  David Leeming 2005، صفحات vii- xii
13. ↑  Alan Dundes 1984، صفحات 41–42, 49
14. ↑  "myth | Definition, History, Examples, & Facts". Encyclopedia Britannica (بالإنجليزية). Archived from the original on 2021-09-13. Retrieved 2021-09-16.
15. ↑  Macmillan English Dictionary 2002، صفحة 924
16. ↑  "myth | Definition, History, Examples, & Facts". Encyclopedia Britannica (بالإنجليزية). Archived from the original on 2021-09-13. Retrieved 2021-10-15.
17. ↑  Robert A. Segal 2004، صفحات 4-5
18. ↑  Edward Quinn 2006، صفحة 274
19. ↑  J. A. Cuddon 1998، صفحة 526
20. 1 2  ROBERT S. ELLWOOD, GREGORY D. ALLES 2007، صفحة 310
21. ↑  LINDSAY JONES 2005، صفحة 6359
22. 1 2  C. G. Jung, C. Kerenyi 1969، صفحة 7
23. ↑  Malinowski 1948، صفحة 79
24. ↑  Lewis Spence 1921، صفحات 42-43
25. 1 2 3 4 5 6  Helena Blavatsky 1893، صفحات 321-322
26. ↑  بيار بونت واخرون (2011). معجم الإتنولوجيا والأنثروبولوجيا (ط. 2). بيروت: مجد المؤسسة الجامعية. ص. 69.
27. ↑  "Mythography." دار نشر جامعة أكسفورد. Oxford: Oxford University Press. 2020. Retrieved 31 May 2020. نسخة محفوظة 19 يوليو 2020 على موقع واي باك مشين.
28. ↑  Dieter; Davis, Geoffrey V. (1997). Ar̲atjara: Aboriginal Culture and Literature in Australia (بالإنجليزية). p 56-57-58: Rodopi. ISBN:978-90-420-0132-9. Archived from the original on 2020-07-19.{{استشهاد بكتاب}}:  صيانة الاستشهاد: مكان (link)
29. ↑  الدكتور عبدالله خضر (18 مايو 2017). مناهج النقد الادبي: السياقية و النسقية. ص 96: دار القلم للطباعة و النشر و التوزيع - بيروت / لبنان. ISBN:978-9953-72-711-0. مؤرشف من الأصل في 2021-12-11.{{استشهاد بكتاب}}:  صيانة الاستشهاد: مكان (link)
30. ↑  Baldick 2001، صفحة 99
31. ↑  Martin, Dale B. (30 Jun 2009). Inventing Superstition (بالإنجليزية). Harvard University Press. pp. 10 to 20. ISBN:978-0-674-04069-4. Archived from the original on 2021-11-23.
32. ↑  "legend | Definition, Examples, & Facts | Britannica". www.britannica.com (بالإنجليزية). Archived from the original on 2021-11-11. Retrieved 2021-11-15.
33. ↑  محمد رجب نجار، من فنون الأدب الشعبي في التراث العربي، المجلد 1، ص 42
34. ↑  فراس السواح، الأسطورة والمعنى، ص 18
35. ↑  Helena Blavatsky 1893، صفحات 322-323
36. ↑  Helena Blavatsky 1893، صفحة 322

باللغة العربية
1. 1 2  انظر:

  - فراس السواح 2002، صفحات 55-58
  - خزعل الماجدي 2019، صفحة 58
  - فراس السواح 2001، صفحات 12-14
2. 1 2  خزعل الماجدي 2016، صفحة 413
3. 1 2 3 4  ميخائيل مسعود 1994، صفحة 22
4. ↑  عباس سليم زيدان 2019، صفحة 503
5. ↑  خزعل الماجدي 2016، صفحات 413-416
6. ↑  خزعل الماجدي 2018، صفحة 519
7. 1 2  محمد عبد الغني 2012، صفحة 7
8. ↑  حنا عبود 2018، صفحة 587
9. ↑  أحمد كمال زكي 1975، صفحات 56-57
10. ↑  رولان بارت 1990، صفحة 5
11. ↑  ابن فارس 1979، صفحات 72-73
12. ↑  الخليل بن أحمد الفراهيدي 2003، صفحة 243
13. ↑  ابن منظور، صفحة 363
14. ↑  جبل 2010، صفحة 1008
15. ↑  ميخائيل مسعود 1994، صفحة 15
16. ↑  ميخائيل مسعود 1994، صفحة 16
17. ↑  ميخائيل غبرئيل 1894، صفحات 317-319
18. ↑  انظر:

  - عبد الحميد يونس 1972، صفحة 164
  - مجمع اللغة العربية 1983، صفحة 13
  - كارم محمود 2007، صفحة 20
19. ↑  ميخائيل مسعود 1994، صفحة 26
20. 1 2  أحمد إسماعيل 2005، صفحة 34
21. ↑  مهدي عيدان 2017، صفحة 322
22. 1 2  كارم محمود 2007، صفحة 13
23. ↑  مرسيا إلياد 1991، صفحة 9
24. ↑  كارين أرمسترونغ 2008، صفحات 12-13
25. ↑  كارين أرمسترونغ 2008، صفحات 13-14
26. ↑  جوزيف كامبل 2017، صفحة 23
27. ↑  جوزيف كامبل 2003، صفحة 17
28. ↑  آرثر كورتل 2010، صفحة 7
29. ↑  إدزارد 2000، صفحة 39
30. 1 2  انظر:

  - محمد خليفة حسن 1997، صفحة 160
  - كارم محمود 2007، صفحة 20
31. ↑  كارم محمود 2007، صفحة 20
32. ↑  كارم محمود 2007، صفحة 21
33. ↑  كارم محمود 2007، صفحة 21-22
34. ↑  كامل عويضة 1995، صفحة 121
35. ↑  أليكسي لوسيف 2000، صفحة 39
36. ↑  أليكسي لوسيف 2000، صفحات 41-42
37. ↑  عبد الرحمن العابو 2014، صفحة 39
38. ↑  أليكسي لوسيف 2000، صفحات 42-43
39. ↑  أليكسي لوسيف 2000، صفحة 43
40. ↑  كامل عويضة 1995، صفحة 122
41. ↑  فراس السواح 2001، صفحة 14
42. ↑  سيد القمني 1999، صفحات 23-26
43. ↑  محمد عبد المعيد خان 1937، صفحة 12
44. ↑  محمد عبد المعيد خان 1981، صفحة 20
45. ↑  جواد علي 1980، صفحة 19
46. ↑  خزعل الماجدي 2019، صفحة 57
47. ↑  كارم محمود 2007، صفحة 19
48. ↑  عبد الرحمن العابو 2014، صفحة 39
49. ↑  حنا عبود 2018، صفحات 587-588
50. ↑  ه. فرانكفورت وآخرون 1980، صفحة 10
51. ↑  خزعل الماجدي 2019، صفحة 68
52. ↑  كارم محمود 2007، صفحات 13-14
53. ↑  إمام عبد الفتاح إمام 1995، صفحة 9
54. ↑  يوسف كرم 2016، صفحة 39
55. ↑  انظر:

  - خزعل الماجدي 2019، صفحات 67-68
  - إمام عبد الفتاح إمام 1995، صفحات 9-10
  - يوسف كرم 2016، صفحات 38-39
56. ↑  إمام عبد الفتاح إمام 1995، صفحات 10-11
57. ↑  انظر:

  - "الموسوعة العربية | الأسطورة وعلم الأساطير". arab-ency.com.sy. مؤرشف من الأصل في 2021-09-20. اطلع عليه بتاريخ 2021-09-20.
  - كارم محمود 2006، صفحة 7
  - إمام عبد الفتاح إمام 1995، صفحة 15
58. ↑  خزعل الماجدي 2010، صفحة 53
59. ↑  انظر:

  - خزعل الماجدي 2016، صفحات 218-413
  - كارم محمود 2007، صفحة 13
  - فراس السَّواح 2002، صفحة 12
60. ↑  كارم محمود 2007، صفحة 7
61. ↑  سليمان مظهر 2000، صفحة 6
62. ↑  إمام عبد الفتاح إمام 1995، صفحة 15 وما بعدها
63. ↑  أحمد إسماعيل 2005، صفحة 33
64. ↑  كارم محمود 2006، صفحات 14-15
65. ↑  إمام عبد الفتاح إمام 1995، صفحة 16
66. ↑  إمام عبد الفتاح إمام 1995، صفحة 17
67. ↑  عبد الهادي عبد الرحمن 2008، صفحة 11
68. ↑  انظر:

  - خزعل الماجدي 2019، صفحة 67
  - فراس السواح 2002، صفحة 12
  - "الموسوعة العربية | الميثولوجيا". arab-ency.com.sy. مؤرشف من الأصل في 2021-09-17. اطلع عليه بتاريخ 2021-09-17.
69. ↑  الحوت محمود سليم 1955، صفحة 17
70. ↑  أحمد إسماعيل 2005، صفحة 41
71. ↑  انظر:

  - حنا عبود 2018، صفحات 587-588
  - ماكس شابيرو ورودا هندركس 2008، صفحة 7
  - كارين أرمسترونغ 2008، صفحة 8
72. ↑  كارم محمود 2007، صفحات 19-20
73. ↑  عبدالمعطي شعراوي 2012، صفحة 208
74. ↑  منير البعلبكي 2007، صفحة 756
75. ↑  مركز أطلس العالمي للدراسات والأبحاث 2002، صفحة 832
76. ↑  أكسفورد 2012، صفحة 521
77. ↑  جورج نظير 2017، صفحة 84
78. ↑  "الموسوعة العربية | الأسطورة وعلم الأساطير". arab-ency.com.sy. مؤرشف من الأصل في 2021-09-20. اطلع عليه بتاريخ 2021-09-19.
79. ↑  ميخائيل مسعود 1994، صفحة 21
80. ↑  خزعل الماجدي 2019، صفحة 67
81. ↑  ياسين بن عبيد 2020، صفحة 223
82. ↑  صمويل نوح كريمر (1974)، أساطير العالم القديم، تر: أحمد عبد الحميد، ص 7
83. ↑  علي الحديدي (1990)، في أدب الأطفال، الطبعة السادسة، ص 195
84. ↑  كارم محمود 2007، صفحة 23
85. ↑  مها محمد أبو النصر (1987)، تطور مفهوم الرمزية في التحليل النفسي، ص 261
86. ↑  أحمد إسماعيل 2005، صفحة 46
87. ↑  عبد الله خضر (1 يناير 2017). مناهج النقد الأدبي الحديث. ص 84 وما بعدها: Al Manhal. ISBN:9796500296975. مؤرشف من الأصل في 2021-12-11.{{استشهاد بكتاب}}:  صيانة الاستشهاد: مكان (link)
88. ↑  أحمد إسماعيل 2005، صفحة 47
89. ↑  أحمد إسماعيل 2005، صفحة 47-48
90. ↑  أحمد إسماعيل 2005، صفحة 48
91. ↑  فراس السواح 2001، صفحات 12-14
92. ↑  مجمع اللغة العربية 1983، صفحة 80

### ثبت المصادر
باللغة الإنجليزية
- Helena Blavatsky (1893). The Secret Doctrine: The Synthesis of Science, Religion, and Philosophy (ط. Third and Revised Edition). The Theosophical Publishing House, London. ج. volume 1. {{استشهاد بكتاب}}: |المجلد= يحوي نصًّا زائدًا (مساعدة) و|طبعة= يحتوي على نص زائد (مساعدة)
- Baldick، Chris (2001). The Concise Oxford Dictionary of Literary Terms. OXFORD UNIVERSITY PRESS.
- Lewis Spence (1921). An Introduction to Mythology. New York: Moffat, Yard and Company.
- Malinowski (1948). Magic, Science and Religion and Other Essays (ط. 3). Beacon Press: Boston, Massachusetts.
- LINDSAY JONES (2005). Encyclopedia of Religion (ط. Second Edition). Macmillan Reference USA. ج. volume 9. {{استشهاد بكتاب}}: |المجلد= يحوي نصًّا زائدًا (مساعدة) و|طبعة= يحتوي على نص زائد (مساعدة)
- ROBERT S. ELLWOOD, GREGORY D. ALLES (2007). The Encyclopedia of World Religions (ط. Revised Edition). Facts On File, Inc. مؤرشف من الأصل في 2022-06-07. {{استشهاد بكتاب}}: |طبعة= يحتوي على نص زائد (مساعدة)
- C. G. Jung, C. Kerenyi (1969). Essays on a Science of Mythology: The Myth of the Divine Child and the Mysteries of Eleusis (Bollingen Series, 22). PANTHEON BOOKS.
- Edward Quinn (2006). A Dictionary of Literary and Thematic Terms (ط. 2). An imprint of Infobase Publishing, New York.

- J. A. Cuddon (1998). THE PENGUIN DICTIONARY OF LITERARY TERMS AND LITERARY THEORY (ط. 4). The Penguin Group.
- CHARLOTIE SEYMOUR (1986). Macmillan dictionary of anthropology. THE MACMILLAN PRESS LTD.
- Robert A. Segal (2004). Myth: A Very Short Introduction (ط. 1). Oxford University Press Inc., New York.
- Simpson, Jacqueline, and Steve Roud (2000). Dictionary of English Folklore (ط. 1). Oxford University Press Inc.{{استشهاد بكتاب}}:  صيانة الاستشهاد: أسماء متعددة: قائمة المؤلفين (link)
- Robert L. Winzeler (2008). Anthropology and Religion: What We Know, Think, and Question. Rowman Altamira.
- Bascom, William Russell (1965). The Forms of Folklore: Prose Narratives. University of California.
- Baldick, Chris (2015). The Oxford Dictionary of Literary Terms (ط. 4). Oxford University Press - Oxford Reference Online.
- Mircea Eliade (1998). Myth and Reality. Waveland Press.
- Alan Dundes (1984). Sacred Narrative: Readings in the Theory of Myth. University of California Press. مؤرشف من الأصل في 2022-04-15.
- Ravi Prakash ‘Babloo’ (2021). Comparative Religions and Philosophies. K.K. Publications.
- David Leeming (2005). The Oxford Companion to World Mythology. Oxford University Press. مؤرشف من الأصل في 2022-05-23.
- H. James Birx (2006). Encyclopedia of anthropology. Sage Publications, Inc.
- Macmillan English Dictionary (2002). MACMILLAN English DICTIONARY FOR ADVANCED LEARNERS OF AMERICAN ENGLISH (ط. 1). THE MACMILLAN PRESS.

باللغة العربية
- خزعل الماجدي (2019). بخور الآلهة: دراسة في الطب والسحر والأسطورة والدين (ط. الثانية). دار أبكالو.
- فراس السواح (2002). دين الإنسان: بحث في ماهية الدين ومنشأ الدافع الديني (ط. الرابعة). دار علاء الدين.
- فراس السواح (2001). الاسطورة والمعنى: دراسات في الميثولوجيا والديانات المشرقية. دار علاء الدين.
- خزعل الماجدي (2016). علم الأديان: تاريخه، مكوناته، مناهجه، أعلامه، حاضره، مستقبله (ط. الأولى). مؤمنون بلا حدود.
- ميخائيل مسعود (1994). الأساطير والمعتقدات العربية قبل الإسلام (ط. الأولى). دار العلم للملايين.
- عباس سليم زيدان (2019). مجلة لارك للفلسفة واللسانيات والعلوم الاجتماعية: المصطلحات اللفظية للأسطورة في نصوص الأسفار الخمسة شعب الله المختار وأرض الميعاد انموذجا. جامعة واسط-العراق.
- خزعل الماجدي (2018). المِثولوجيا السومرية (ط. الأولى). دار الرافدين/لبنان-بيروت، تكوين/الكويت.
- محمد عبد الغني (أبريل 2012). باني، موضي (المحرر). "نظرة الأثينيين إلى الأسطورة" (PDF). عالم الفكر (ورقي ممسوح ضوئياً). الكويت: المجلس الوطني للثقافة والفنون والآداب. ع. 4. اطلع عليه بتاريخ 2021-09-16.
- أحمد كمال زكي (1975). الأساطير: دراسة حضارية مقارنة (ط. الأولى). مكتبة الشباب-القاهرة.
- رولان بارت (1990). "الأسطورة اليوم". الموسوعة الصغيرة (ورقي). بغداد: مطابع دار الشؤون الثقافية العامة. ع. 345.
- ميخائيل غبرئيل (1894). أساطير الأولين. مطبعة المرسلين اليسوعيين-بيروت.
- عبد الهادي عبد الرحمن (2008). لعبة الترميز: دراسات في الرموز واللغة والأسطورة (ط. الأولى). الانتشار العربي - بيروت.
- الحوت محمود سليم (1955). في طريق الميثولوجيا عند العرب (ط. الأولى). مطبعة دار الكتب - بيروت.
- أحمد إسماعيل (2005). الأسطورة في الشعر العربي قبل الإسلام (ط. الأولى). دار الشؤون الثقافية العامة - بغداد.
- حنا عبود (2018). موسوعة الأساطير العالمية (ط. الأولى). دار الحوار - سورية.
- ماكس شابيرو ورودا هندركس (2008). معجم الأساطير (ط. الثالثة). دار علاء الدين - سورية.
- كارين أرمسترونغ (2008). تاريخ الأسطورة. ترجمة: وجيه قانصو (ط. الأولى). الدار العربية للعلوم ناشرون.
- عبدالمعطي شعراوي (أبريل 2012). باني، موضي (المحرر). "الأسطورة بين الحقيقة والخيال" (PDF). عالم الفكر (ورقي ممسوح ضوئياً). الكويت: المجلس الوطني للثقافة والفنون والآداب. ع. 4. اطلع عليه بتاريخ 2021-09-16.
- كارم محمود (2007). أساطير العالم القديم (ط. الأولى). مكتبة النافذة.
- منير البعلبكي (2007). المورد الحديث. دار العلم للملايين.
- مركز أطلس العالمي للدراسات والأبحاث (2002). قاموس أطلس الموسوعي (ط. الأولى). أطلس للنشر-مصر.
- أكسفورد (2012). قاموس أكسفورد الحديث لدارسي اللغة الإنكليزية. مطبعة جامعة أكسفورد.
- جورج نظير (2017). المعجم الكبير للمصطلحات اللاهوتية والكنسية (ط. الثانية). مشروع الكنوز القبطية.
- ياسين بن عبيد (2020). الأدب المقارن الأصول - الخطابات - الآليات (ط. الأولى). مركز الكتاب الأكاديمي.
- عبد الرحمن العابو (2014). البطولي في أساطير الشرق القديم وملاحمه (ط. الأولى). المنهل، دار مؤسسة رسلان.
- كارم محمود (2006). أساطير التوراة الكبرى وتراث الشرق الأدنى القديم (ط. الأولى). مكتبة النافذة - مصر.
- إمام عبد الفتاح إمام (1995). معجم ديانات وأساطير العالم (ط. الأولى). مكتبة مدبولي - مصر. ج. المجلد الأول.
- خزعل الماجدي (2010). المِثولوجيا المندائية (ط. الأولى). دار نينوى - سورية.
- فراس السَّواح (2002). مغامرة العقل الأولى: دراسة في الأسطورة - سورية وبلاد الرافدين (ط. الثالثة عشرة). دار علاء الدين - سورية.
- سليمان مظهر (2000). أساطير من الغرب (ط. الأولى). دار الشروق - مصر - بيروت.
- يوسف كرم (2016). تاريخ الفلسفة اليونانية. دار القلم بيروت - لبنان.
- مهدي عيدان (2017). التناص في شعر الجواهري دراسة في لسانيات الخطاب (ط. الأولى). دار ومكتبة عدنان، العراق - بغداد.
- جوزيف كامبل (2003). البطل بألف وجه. ترجمة: حسن صقر (ط. الأولى). دار الكلمة، سورية - دمشق.
- جوزيف كامبل (2017). قوة الأسطورة. ترجمة: حسن صقر، ميساء صقر (ط. الثانية). دار الكلمة، سورية - دمشق.
- آرثر كورتل (2010). قاموس أساطير العالم. ترجمة: سهى الطريحي. دار نينوى، سورية.
- إدزارد (2000). قاموس الآلهة والأساطير في بلاد الرافدين، في الحضارة السورية. ترجمة: محمد وحيد خياطة. دار الشرق العربي، سورية-لبنان. ج. الجزء الأول.
- مرسيا إلياد (1991). مظاهر الأسطورة. ترجمة: نهاد خياطة (ط. الأولى). دار كنعان للدراسات والنشر - دمشق.
- محمد خليفة حسن (1997). الأسطورة والتاريخ في التراث الشرقي القديم. عين للدراسات والبحوث الإنسانية والاجتماعية.
- أليكسي لوسيف (2000). فلسفة الأسطورة. ترجمة: منذر بدر حلوم (ط. الأولى). دار الحوار للنشر والتوزيع.
- كامل عويضة (1995). حصاد الفكر الفلسفي اليوناني (ط. الأولى). دار الكتب العلمية، بيروت - لبنان.
- عبد الحميد يونس (1972). "الفولكلور والميثولوجيا". عالم الفكر. الكويت: المجلس الوطني للثقافة والفنون والآداب. ع. 1.
- مجمع اللغة العربية (1983). المعجم الفلسفي. الهيئة العامة لشؤون المطابع الأميرية، القاهرة.
- الخليل بن أحمد الفراهيدي (2003). كتاب العين (ط. الأولى). دار الكتب العلمية، بيروت - لبنان. ج. الجزء الثاني.
- ابن فارس، أبو الحسين أحمد (1979). معجم مقاييس اللغة. تحقيق عبد السلام محمد هارون. دار الفكر. ج. الجزء الثالث.
- ابن منظور، جمال الدين محمد بن مكرم. لسان العرب. دار صادر - بيروت. ج. المجلد الرابع.
- جبل، محمد حسن حسن (2010). المعجم الاشتقاقي المؤصل لألفاظ القرآن الكريم: مؤصل ببيان العلاقات بين ألفاظ القرآن الكريم بأصواتها وبين معانيها. مكتبة الآداب - القاهرة.
- سيد القمني (1999). الأسطورة والتراث (ط. الثالثة). المركز المصري لبحوث الحضارة، القاهرة.
- محمد عبد المعيد خان (1937). الأساطير العربية -قبل الإسلام-. مطبعة لجنة التأليف والترجمة والنشر، القاهرة.
- محمد عبد المعيد خان (1981). الأساطير والخرافات عند العرب (ط. الثالثة). دار الحداثة، بيروت.
- جواد علي (1980). المفصل في تاريخ العرب قبل الإسلام (ط. الثالثة). دار العلم للملايين، بيروت. ج. المجلد السادس.
- ه. فرانكفورت وآخرون (1980). ما قبل الفلسفة: الإنسان في مغامرته الفكرية الأولى (ط. الثانية). المؤسسة العربية للدراسات والنشر.